# ژرمژوئیت
ژرمژوئیت  (به انگلیسی: Jeremejevite) با فرمول شیمیایی AlBO3 از مجموعه کانی هاست و کانی مشابه آن بریل است. از نام کانی‌شناس روس P.V.Jeremeiev گرفته شده‌است Al2O۳:۵۹٫۴۲٪  B2O۳:۴۰٫۵۸٪  برای اولین بار در روسیه کشف شد و از نظر شکل بلور: منشوری، رنگ: زرد روشن - متمایل به آبی، شفافیت: شفاف، شکستگی: صدفی، جلا: شیشه ای، رخ: ندارد، سیستم تبلور: هگزاگونال و در رده‌بندی بورات است  و منشأ تشکیل آن پگماتیت است.
همایند کانی‌شناسی (پارانژ) آن اسفالریت- آپاتیت- آلبیت- تورمالین است.
، از نظر ژیزمان بلوری کمیاب است و بیشتر در روسیه و نامبیا یافت می‌شود.

## منبع
- پردیس کشاورزی ایران